# Mariene provincie Sundaplat
De Mariene provincie Sundaplat (26) (Engels: Sunda Shelf marine province) is een biogeografische provincie en ligt in de overgang van de Grote Oceaan naar de Indische Oceaan in het Marien rijk Centrale Indo-Pacific. De mariene provincie is vastgesteld door het World Wide Fund for Nature en The Nature Conservancy en is vernoemd naar het Sundaplat.
In het noordoosten grenst het gebied aan de mariene provincie Zuid-Chinese Zee (25), in het oosten aan de mariene provincie Westelijke Koraaldriehoek (30), in het zuiden aan de mariene provincie Transitioneel Java (27) en in het westen aan de mariene provincie Andamanen (24).

## Geografie
De mariene provincie ligt in het zuidwesten van de Zuid-Chinese Zee voor de zuidoost- en zuidwestkust van Vietnam, de kust van Cambodja, de oost- en zuidkust van Thailand, de kust ten oosten van Malakka (Maleisië en Singapore), de noordoostkust van het Indonesische eiland Sumatra, noordkust van Java en ten zuiden en westen van Borneo.

## Biogeografie
Het gebied kent zeeleven dat houdt van tropische temperaturen.

## Mariene ecoregio's
Deze mariene provincie bestaat uit 4 mariene ecoregio's:
- Mariene ecoregio Golf van Thailand (115)
- Mariene ecoregio Zuidelijk Vietnam (116)
- Mariene ecoregio Sundaplat/Javazee (117)
- Mariene ecoregio Straat Malakka (118)